# Ґері Фіґероа
Ґері Фіґероа (англ. Gary Figueroa, 28 вересня 1956) — американський ватерполіст.
Срібний призер Олімпійських Ігор 1984 року.